# 사쿠마 쇼잔

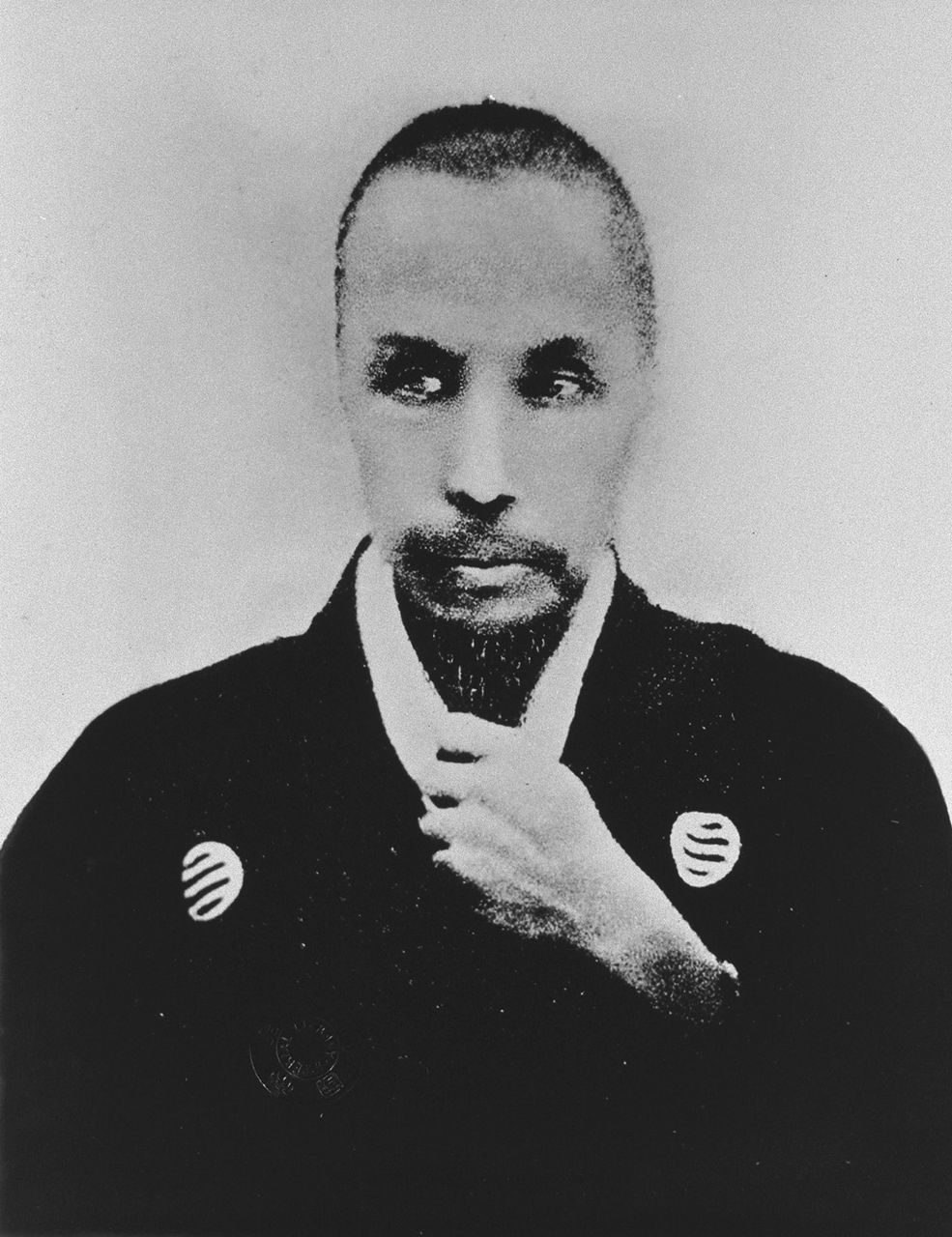
사쿠마 쇼잔 (1811-1864).

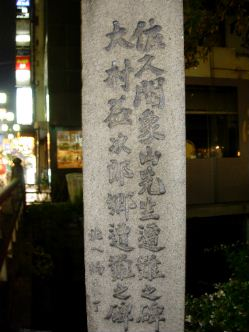
사쿠마 쇼잔 조난비（교토)

사쿠마 쇼잔(일본어: 佐久間象山, 1811년 3월 22일~1864년 8월 12일)은 에도 시대의 일본의 정치가이자 학자로, 사쿠마 조잔(さくま ぞうざん)이라고 불리기도 한다. 그는 하급 무사의 아들로, 오늘날의 나가노현인 신슈에서 태어났다.
이름은 히라키(啓, ひらき), 타이세이(大星, たいせい). 자는 시메이(子明, しめい), 통칭 슈리(修理, しゅり). 호가 쇼잔(象山)인데 나가노 지역에서는 조잔이라고 읽는다.

## 생애
1811년 2월 28일, 시나노 마쓰시로 번사 사쿠마 이치가쿠의 장남으로 태어났다. 쇼잔은 청년기에 경학과 수학, 특히 수학에 흥미를 가져 열심히 배웠다. 이같이 그가 청년기에 수학에 깊이 몸을 담은 것은 이후의 서양 학문 흡수에 큰 이익이 되었다.
1833년, 에도에 나와, 당시 유학의 제일인자였던 사토 잇사이(佐藤一斎)에게 주자학을 배워, 야마다 호코쿠와 함께 ‘2걸’이라 칭해지기에 이른다. 사쿠마는 주자학자였지만 사토는 양명학에도 관심이 있었기 때문에 그에 불만이 있어 사토에게서는 경서강의를 받지 않고 문장만을 배웠다. 당시의 쇼잔은 서양에 대한 인식은 싹트고 있었지만, 기본적으로 전통적인 지식인이었다. 1839년에는 에도에서 '사숙・쇼잔서원'을 열었지만, 이곳에서 쇼잔이 가르치고 있던 것은 어디까지나 유학이었다.
그러나 1842년, 상황이 일변하여 쇼잔이 있는 마츠시로 지방의 영주 사나다 유키쓰라가 로주 겸임 해상 방어 담당(海防掛)에 임명되었다. 번주는 서양 학문에도 일가견이 있던 쇼잔을 고문으로 기용했고, 그는 양학에 견식이 깊고, 이미 해상 방어에 실적을 올리고 있었던 에가와 히데타쓰 아래에서 병학을 공부하였다. 온후하고 생각이 깊었던 에가와는 쇼잔을 싫어하고 있던 것 같지만, 여하튼 쇼잔은 에가와 아래에서 병학의 소양을 몸에 익히는 데에 성공했다.
이 시기 사쿠마는 아편전쟁에 관한 보고서를 쓰고 해방팔책(海防八策)을 작성해 높은 평가를 받았다. 또, 에가와나 다카시마 슈한의 기술을 취하면서 대포의 주조에 성공해, 그 이름을 크게 떨쳤다. 1844년부터 네덜란드어를 배운 그는 병학뿐만 아니라 서양의 학문 그 자체에 큰 관심을 가지게 된다. 그는 유리의 제조나 지진예지기의 개발에 성공해, 더욱 종두의 도입을 꾀하고 있었다. 1851년부터 포술을 가르치면서 명성이 알려졌다. 가쓰 가이슈, 요시다 쇼인, 사카모토 료마 등이 제자로 입문하거나 찾아왔다.

1853년에 매슈 페리가 우라가에 내항했을 때, 당시 쇼잔은 우라가의 땅을 시찰 중이었다. 로쥬 아베 마사히로에게 급무십조(急務十条)를 보고했다. 그러나 1854년, 다시 내항한 페리의 함대와 밀항하려던 제자 요시다 쇼인의 계획이 실패하는 사건이 일어났고, 쇼잔도 이 사건에 연루되어, 한동안 감옥에 갇히는 신세가 되기도 했다. 그 후 1862년까지, 마쓰시로에서의 칩거를 피할 수 없게 되었다. 이 시기 독서와 양학 연구를 진행하여 화혼양재와 공무합체론을 발전시킨다. 1862년에 칩거가 해제되었다.
1864년, 쇼잔은 도쿠가와 요시노부에게 초대되어 입성, 그에게 공무합체론과 개국론을 전했다. 그러나 당시 교토는 존황양이파 지사의 잠복 거점이 되고 있어, 서양물이 들었다는 인상이 널리 알려져 있던 쇼잔에게는 그와 같은 행동이 너무나도 위험한 행동이었다 (게다가 교토의 거리를 다닐 때도 동행자를 데리고 다니지 않았다고 한다. 또한 벌건 대낮에 사람들 눈에 띄도록 서양식 안장을 한 말을 타고 돌아다녔다.). 같은 해 7월 11일, 산조 기야마치에서 마에다 이에몬, 가와카미 겐사이의 손에 암살되었다. 향년 54세.
현재, 암살 현장에는 조난비가 세워져 있다.

## 인물·일화
- 쇼잔은 자신을 내세우는 경향이 지나치게 강한 나머지 오만한 면이 있어 주위에 적이 많았다. 수많은 실적을 남겼음에도 불구하고, 현재까지 쇼잔의 평가가 낮은 것도 그의 성격에서 유래한 것이 크다고 말하는 사람도 있다. 그러나 당시 일본에 있어서 쇼잔은 의심할 여지 없는 서양 학문의 일인자였다. 그를 참살한 가와카미 겐사이가, 후에 쇼잔의 내력을 알고 아연해하며 이후로는 암살을 그만두고 말았다는 일화에서도 그를 엿볼 수 있다. 그의 제자로는 정치에 뛰어난 요시다 쇼인을 시작으로 고바야시 도라사부로(小林虎三郎), 가쓰 가이슈(勝海舟), 가와이 쓰기노스케(河井継之助), 사카모토 료마(坂本龍馬), 하시모토 사나이(橋本左内), 가토 히로유키(加藤弘之) 岡見清熙、、山本覚馬、、北沢正誠 등 훗날 일본을 이끌어간 인물이 대다수로, 에도 막부 말기의 동란기에 지대한 영향을 준 건 사실이다.
- 스스로 자신을 "국가의 재산"(国家の財産)이라고 믿었으며, 사카모토 료마에게 "나를 피를 이은 아이는 반드시 대성한다"면서 "나의 아이를 많이 낳을 수 있을 것 같은, 큰 엉덩이를 가진 여성을 소개해 주었으면 한다"고 부탁한 적도 있다. 그러나, 그의 아들로 유일한 성인 자식이었던 미우라 게이노스케도 쇼잔 같이 행실이 나빠 대성하기는커녕 오히려 신센구미를 탈주했다.[2] 신센구미에 가입한 것은 아버지 쇼잔에 대한 복수를 위해서였는데, 신센구미 내에서 안하무인한 행동을 반복한 끝에 탈주, 고향 마쓰시로(松代)에서 그를 따르는 자들과 함께 신센구미의 이름을 팔아 행패를 부리다 투옥되었고, 가쓰 가이슈가 보다 못해 그를 게이오기주쿠에 입학하도록 주선해 주었지만 여자 문제로 퇴학당하기도 했다. 메이지 유신 이후에는 재판관에게 행패를 부리다 투옥되기도 하는 등, 대성은커녕 가는 곳마다 실수를 거듭해 가쓰 가이슈나 사이고 다카모리 등 아버지를 보고 자신을 여러 가지로 후원해 준 사람들에게 종종 폐를 끼쳤다고 한다.
- 진위 여부를 가릴 수 없으나, 페리 제독이 유일하게 고개를 숙인 일본인이라고 한다.
- 가쓰 가이슈는 자신의 여동생 슌(順)이 가에이 5년（1852년）에 쇼잔과 혼인하여 처남 매부 지간이 되었지만, 오만한 쇼잔을 높게 평가하진 않았다. 『영천청화』(氷川清話)에서 가이슈는 쇼잔에 대해 「그건 그것일 뿐인 사내로, 꽤나 경망스럽고, 덜렁덜렁한 남자였다. 하지만 시세에 내몰렸다」(あれはあれだけの男で、ずいぶん軽はずみの、ちょこちょこした男だった。が、時勢に駆られて)라고 비판하였다. 하지만 쇼잔이 암살되었다는 소식을 듣고 「세상을 덮을 영웅」(蓋世の英雄)이라고 평가하고 「앞으로 내가 또 누구한테 이야기하겠는가. 국가를 위하여 통분하며 책략으로 흉중을 채우고 다녔는데 모두 그림 속의 떡이 되어버렸다」(この後、吾、また誰にか談ぜむ。国家の為、痛憤胸間に満ち、策略皆画餅。)라고 그의 죽음을 애통해했으며, 사이고 다카모리(西郷隆盛)나 야마오카 뎃슈(山岡鉄舟)를 「어른」(殿), 「씨」(氏)라고 불렀으나, 쇼잔에 대해서만큼은 「선생」이라고 경칭하였다고 한다. 또한 자신의 호로 삼았던, 쇼잔이 휘호한 「가이슈 서실」(海舟書屋)의 편액을 계속해서 내세우고 있었던 것도 사실이어서 가쓰 가이슈의 사쿠마 쇼잔에 대한 평가는 예사롭지 않다.
- 단가나 한시, 서화에 솜씨가 공교했으며, 기시베 시게오(岸辺成雄)가 쓴《에도 시대의 금사 이야기》에 따르면, 칠현금이나 일현금도 연주하고 있었다고 한다.[3]
- 가에이 4년（1851년) 마쓰마에 번(松前藩)의 의뢰로 주조한 서양식 대포의 연습이 에도에서 실시되었는데, 포신이 폭발하고 대포는 완전히 무너져버려 주위의 웃음거리가 되었다. 도열해 있던 마쓰마에 번 관리들은 모두 「주조하는 데 들어간 돈만 날렸다」며 몰아세웠다. 그러나 쇼잔은 태연하게 "실패 때문에 성공이 있다"(失敗するから成功がある)고 말했다 한다. 나아가 「지금의 일본에서 서양식 대포를 제조할 수 있는 것은 나밖에 없으니, 여러 다이묘는 좀 더 나에게 돈을 투자해서 (대포를) 연습시켜야 한다.」고 호언하며 관리들을 어이없게 만들었다. 이를 비웃는 낙수(落首)로 「大玉池 砲を二つに 佐久間修理 この面目を なんと象山」라는 것도 있었다. 「大玉池」는 당시 쇼잔이 거주하던 「오타마가이케」(お玉が池)에 「おおたまげ」을 빗댄 익살이었다.
- 그는 "외국과 정말로 싸우고 싶으면 나라를 개방하고, 해군을 키워야 한다"[4] 고 말했고 이토 히로부미는 그의 영향을 받아 외국 문물의 습득을 위해 유학을 떠나기도 했다 한다.[4]

## 가족
- 아들 : 미우라 게이노스케
- 처남 : 가쓰 가이슈

## 저서
- 1854 성건록省諐録
- 匆卦, 砲卦（ほうけ）
- 하란어휘荷蘭語彙

## 기타
- 요시다 쇼인
- 이토 히로부미
- 가쓰 가이슈
- 사카모토 료마
- 미우라 게이노스케